# Selebratina
Selebratina is een geslacht van uitgestorven kreeftachtigen uit de klasse van de Ostracoda (mosselkreeftjes).

## Soorten
- Selebratina abrupta Kotschetkova & Tschigova, 1987 †
- Selebratina accommoda Zbikowska, 1983 †
- Selebratina ajensis Rozhdestvenskaya, 1962 †
- Selebratina angustocristata Blumenstengel, 1965 †
- Selebratina bella Ljaschenko, 1960 †
- Selebratina dentata (Polenova, 1953) Rozhdestvens, 1959 †
- Selebratina echinata Blumenstengel, 1965 †
- Selebratina electa Kotschetkova & Janbulatova, 1987 †
- Selebratina foveolata Rozhdestvenskaya, 1959 †
- Selebratina grata Janbulatova, 1987 †
- Selebratina kremsi Tschigova, 1977 †
- Selebratina latecristata (Blumenstengel, 1965) Becker, 1981 †
- Selebratina marginospinosa Pribyl, 1990 †
- Selebratina monoceratina Tschigova, 1958 †
- Selebratina pauca Shevtsov, 1964 †
- Selebratina polenovae Zaspelova, 1959 †
- Selebratina pustulodentata McGill, 1966 †
- Selebratina remissa Buschmina, 1965 †
- Selebratina reticulata (Posner, 1951) Gramm, 1984 †
- Selebratina rjausjakensis Tschigova, 1977 †
- Selebratina serotina Jones (P. J.), 1989 †
- Selebratina silurica Pribyl, 1970 †
- Selebratina spinifera Blumenstengel, 1970 †
- Selebratina spinocristata Blumenstengel, 1965 †
- Selebratina spinosa Rozhdestvenskaya, 1959 †
- Selebratina subdentata Buschmina, 1979 †
- Selebratina suborbiculata Rozhdestvenskaya, 1962 †
- Selebratina subtarchanica Kotschetkova & Janbulatova, 1987 †
- Selebratina tatarica Shevtsov, 1964 †
- Selebratina tkatschevae Tschigova, 1977 †
- Selebratina trispinosa Atanasov & Jordan, 1969 †
- Selebratina tuimazensis (Polenova, 1953) Zbikowska, 1983 †
- Selebratina utriculus Weyant, 1975 †
- Selebratina vecta Martinova, 1968 †
- Selebratina ventriosa Shevtsov, 1964 †
- Selebratina venusta Shevtsov, 1964 †
- Selebratina virgulta (Becker, 1975) Schallreuter & Kruta, 1980 †
- Selebratina vojnciensis Pribyl, 1970 †